# 999 (группа)
999 — британская панк-группа первой волны (одна из немногих долгожительниц своего жанра), образованная в 1976 году в Лондоне поющим гитаристом Ником Кэшем (англ. Nick Cash). Наивысшее достижение 999 в британских чартах — #40 в ноябре 1978 года (сингл «Homicide»). В начале 80-х годов группа распалась, но была реформирована в 1986 году и продолжает гастролировать по сей день.

## История группы
Ник Кэш, студент Кентерберийского художественного колледжа (где одним из его преподавателей был Иэн Дьюри), образовал группу в декабре 1976 года. В первый состав также входили Гай Дэйз (англ. Guy Days, вокал, гитара), Джон Уотсон (англ. Jon Watson, бас-гитара) и Пабло Лабритан (англ. Pablo LaBritain, ударные).
Выпустив первый сингл «I’m Alive» (1977) на собственном рекорд-лейбле LaBritain Records, группа затем подписала контракт с United Artists Records: здесь вышел записанный с продюсером Энди Артурсом дебютный  999, поначалу встреченный прессой сдержанно, но в ретроспективе считающийся классическим панк-альбомом своего времени.
Второй альбом Separates (продюсер — Мартин Рашент) ознаменовал попытку квартета «посерьёзнеть»: наряду с образцами панк-бабблгама здесь присутствуют элементы хэви метал и арт-рока; в целом звучание мощнее и чище.
В 1978 году Лабритан получил травму, и его временно заменил Эд Кейс (англ. Ed Case), отыгравший в американском турне. В 1980 вышел The Biggest Prize in Sport, за которым последовал The Biggest Tour in Sport EP, вобравший в себя материал, записанных в ходе американских гастролей.
После возвращения в состав выздоровевшего ЛаБритана группа выпустила альбом Concrete (1981), центральными вещами которого стали каверы: «Li’l Red Riding Hood» и «Fortune Teller» (что, по мнению рецензента Allmusic, свидетельствовало о том, что группа выдохлась и испытывала недостаток оригинального материала).
Альбом 13th Floor Madness, в звучании своём танцевальный, был встречен прохладно, но Face to Face (1986) критика расценила как «возвращение к форме». В конце этого года место Уотсона в составе занял басист Дэнни Палмер (англ. Danny Palmer), с которым группа записала концертный альбом Lust, Power, and Money (1987).
В 1991 году Палмера заменил Артуро Бэйсик (англ. Arturo Bassick), бывший участник The Lurkers, который остаётся в составе по сей день. В 1993 году 999 выпустили You Us It!, свой первый альбом за предыдущие восемь лет и с тех пор продолжают эпизодически гастролировать и выступать на панк-фестивалях.
Русскоязычная кавер-версия песни «Homicide», названная «Хулиган» (слова: А. Елин), вошла в дебютный магнитоальбом московской группы Альянс «Я медленно учился жить», вышедший в 1984 г.

## Дискография

### Альбомы
- 999 (1978)
- Separates (1978)
- High Energy Plan (1979)
- Biggest Prize in Sport (1980)
- Biggest Prize in Sport (live) (1980)
- Concrete (1981)
- 13th Floor Madness (1984)
- Face to Face (1985)
- In Case of Emergency (1986)
- Lust Power and Money (1987)
- Live and Loud!! (1989)
- The Cellblock Tapes (1990)
- You Us It! (1993)
- Live in L.A.: 1991 (1994)
- Scandal in the City (1997)
- Takeover (1998)
- Slam (1999)
- English Wipeout: Live (1999)
- Live at the Nashville 1979 (2002)
- Outburst (2003)
- Death In Soho (2007)